# Phong Thủy
Phong Thủy là một xã thuộc huyện Lệ Thủy, tỉnh Quảng Bình, Việt Nam.

## Địa lý
Xã Phong Thủy nằm ở trung tâm huyện Lệ Thủy, có vị trí địa lý:
- Phía đông giáp xã xã Thanh Thủy và xã Liên Thủy
- Phía tây giáp thị trấn Kiến Giang và các xã Xuân Thủy, An Thủy, Lộc Thủy
- Phía nam giáp xã Liên Thủy
- Phía bắc giáp xã Hồng Thủy và xã Lộc Thủy.

Xã Phong Thủy có diện tích 9,96 km², dân số năm 2019 là 6.339 người, mật độ dân số đạt 637 người/km².

## Hành chính
Xã Phong Thủy được chia thành 2 thôn:
Thôn Thượng Phong (vốn là Thượng Phong Lộc )
Thôn Đại Phong (vốn là Đại Phong Lộc ).
Thôn Đại Phong nổi tiếng với phong trào Gió Đại Phong trong thời kỳ bao cấp là quê của tổng thống Việt Nam Cộng hòa Ngô Đình Diệm.